# Культура ЛГБТ

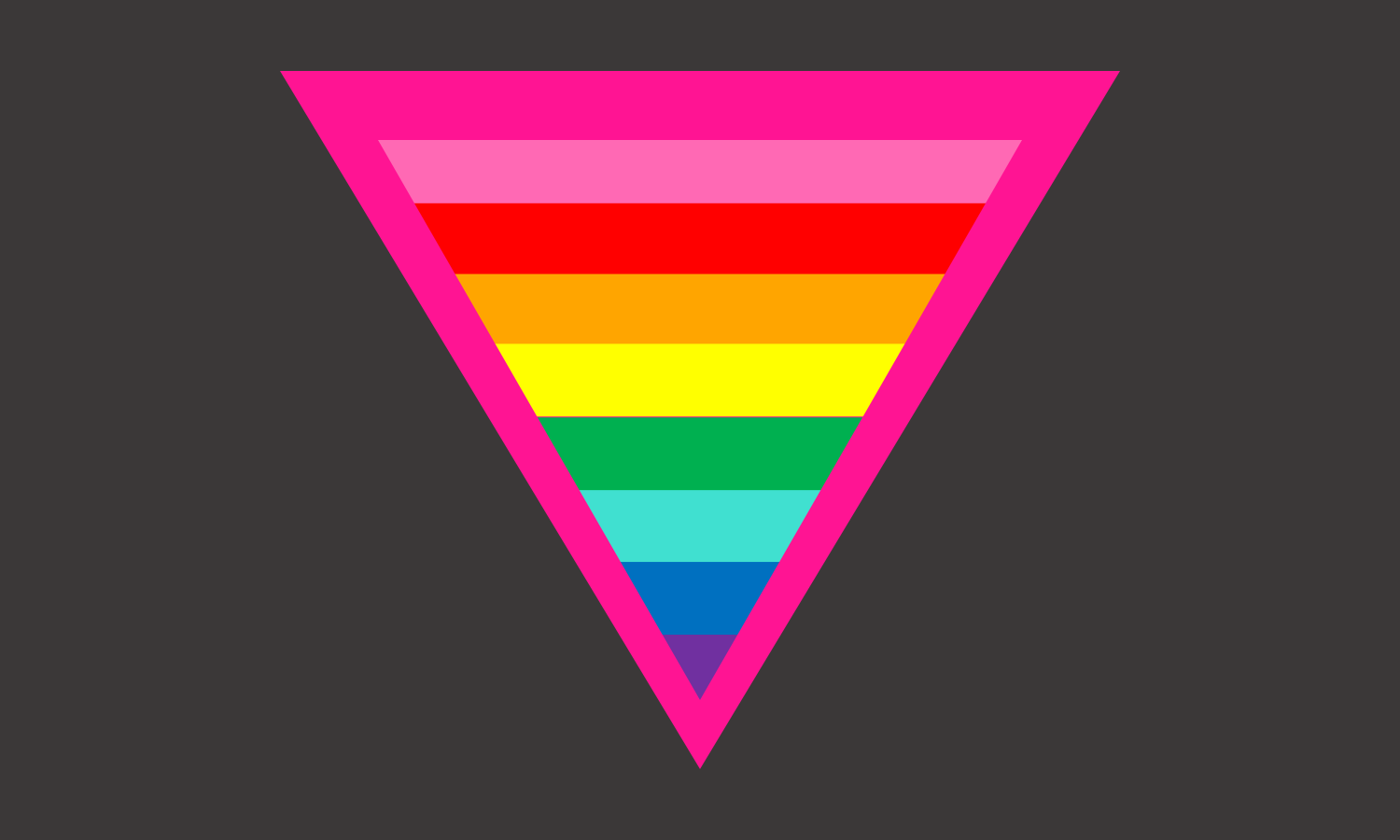
Флаг с символикой гордости квир-сообщества

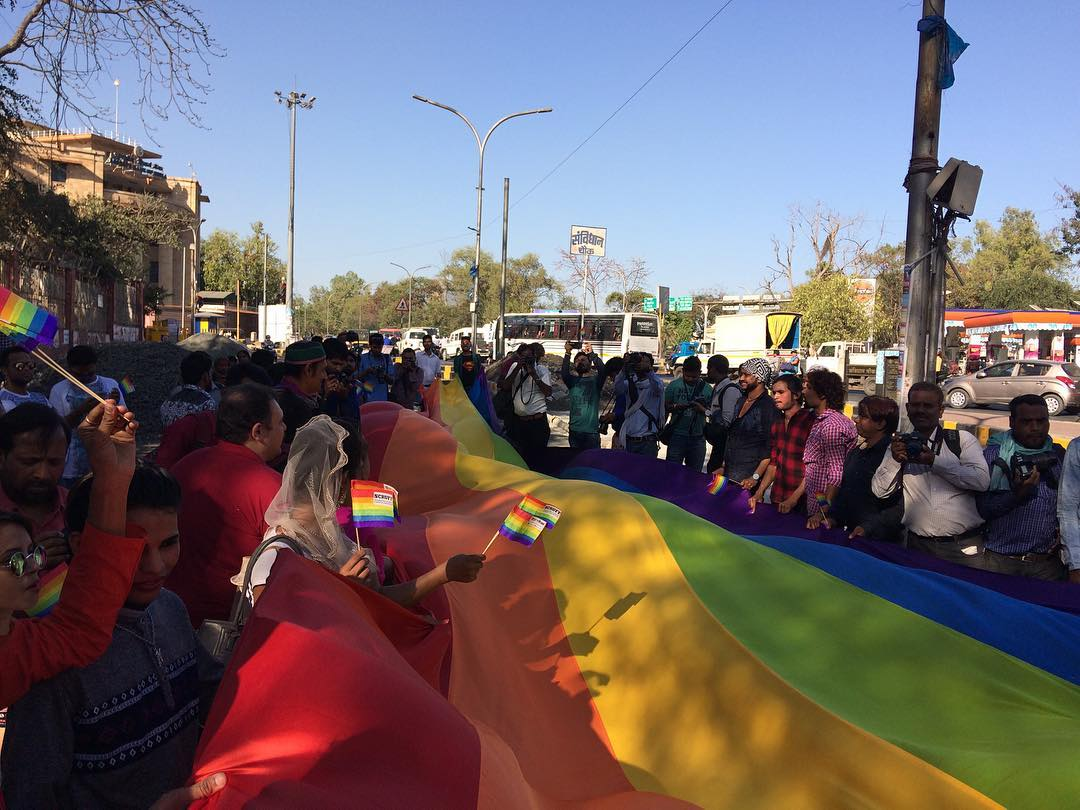
Символы ЛГБТ-гордости на параде ЛГБТ, 2017 год

Культура ЛГБТ (англ. LGBT culture), или квир-культура (англ. queer culture), — это культура, разделяемая лесбиянками, геями, бисексуалами, трансгендерными людьми и представителями других меньшинств. Квир-культуру также называют ЛГБТ-культурой, это близкие термины, однако понятие ЛГБТ-культуры уже. Также часто используется узкий термин «гей-культура», он может использоваться для обозначения «Квир-культуры» или конкретно для обозначения гомосексуальной культуры.
Культура-ЛГБТ сильно варьируется в зависимости от географии и личности участников. Элементы, общие для культур геев, лесбиянок, бисексуалов, трансгендерных и интерсекс-людей, включают в себя множество различных направлений:
- Работы известных геев, лесбиянок, бисексуалов и трансгендерных персон, в том числе:
- Современных ЛГБТ-художников и политических деятелей
- Исторических фигур, идентифицированных как квир-персоны, хотя отождествление исторических фигур с современными терминами сексуальной идентичности противоречивы и не совсем точны. Тем не менее, многие представители ЛГБТ-сообщества чувствуют родство с этими людьми и их работами (особенно в том, что касается однополого влечения или гендерной идентичности)[источник не указан 1815 дней].
- Понимание ЛГБТ-общественных движений
- Фигуры и личности, присутствующие в квир-сообществе; в ЛГБТ-сообществах в западной культуре это может включать в себя дрэг-королей и королев, парады гордости и радужный флаг.

Не все ЛГБТ-люди отождествляют себя с квир-культурой; это может быть связано с местом проживания, незнанием о существовании субкультуры, страхом перед социальной стигмой или предпочтением оставаться не связанным с сексуальными или гендерными субкультурами, или сообществами. Движения Queercore и Gay Shame критикуют то, что они считают коммерциализацией и добровольной «геттоизацией» квир-культуры.
В некоторых городах, особенно в Северной Америке, некоторые ЛГБТ-сообщества живут в кварталах с большим процентом гомосексуальных резидентов, также известных как гей-районы или «гей-кварталы», например, Кастро и Западный Голливуд в Калифорнии, США или «Gay Village» в Монреале, Канада. Такие квир-сообщества организуют специальные мероприятия в дополнение к гей-парадам гордости в честь своей культуры, такие как Гей-игры и Южный декаданс.

## Квир-культура
Квир-культура (от англ. queer) — зонтичный термин для культурных явлений квир направленности, особенно среди молодежи, отрицающей гетеросексуальные привилегии и мейнстрим тенденции в искусстве.
Для многих людей, термины, включенные в понятие ЛГБТ (лесбиянки, геи, бисексуалы, трансгендерные люди), являются слишком узкими и ограничивающими их самоопределение. Квир — широкое понятие, включающее в себя людей небинарной гендерной идентичности, ЛГБТ+ людей и всех, кто не вписывается в общепринятую социальную норму. Явления культуры и искусства, создаваемые этими людьми, направлены на привлечение внимания и пропаганду либерализма, общегуманитарных ценностей, толерантности и прогрессивного развития общества.

## Гомосексуальная культура
Гомосексуальная субкультура, также гей-культура — субкультура гомосексуалов как группы людей с определённым типом поведения, манерами, потребностями и желаниями. Одной из основных целей гомосексуальной субкультуры является обеспечение способов поиска сексуальных партнёров, а также выработка стратегий адаптации в результате переживания собственной гомосексуальности в условиях стигматитации. Обобщённое понятие «гомосексуальной субкультуры» весьма проблематично, скорее имеет смысл говорить о гей-субкультуре как о совокупности нескольких различных субкультур. Многие представители ЛГБТ отвергают причисление к какой-либо гомосексуальной субкультуре.

### История развития
Социолог Рюдигер Лаутманн отмечает, что гомосексуальная субкультура возникла как субкультура, обеспечивающая поиск сексуальных контактов и поддержание сексуальности. По его мнению, на протяжении десятилетий гомосексуальность редуцировалась лишь к однополому сексу, что и по сей день оказывает негативное влияние.

Автор Клаус Лаабс пишет, что существующее сегодня понимание гомосексуальности как стабильной сексуальной ориентации и определённого субкультурного стиля жизни, отделённого от «гетеросексуального мира», существует не более 300 лет. Гомосексуальная субкультура возникла в XVIII веке в Европе в крупных городах. Частью этой субкультуры стали определённые сети контактов, бары и другие места для встреч гомосексуальной публики, особые ритуалы и сигналы для распознавания «своих» и даже своя определённая иерархия и групповая солидарность. К зарождающейся субкультуре того времени относилось отмежевание от патриархального образа мужчины, в связи с чем распространение у гомосексуальных мужчин получали, например, женские клички и манерность. При этом соблюдалось строгое деление на «активов» и «пассивов» и копирование традиционных мужской и женской гендерных ролей. Несмотря на то, что гомосексуальность проявлялась и за пределами этой субкультуры (например, в монастырях, театре, придворных кругах), именно эта зарождающаяся субкультура больших городов и положила начало формированию особой гомосексуальных идентичности и стилю жизни.

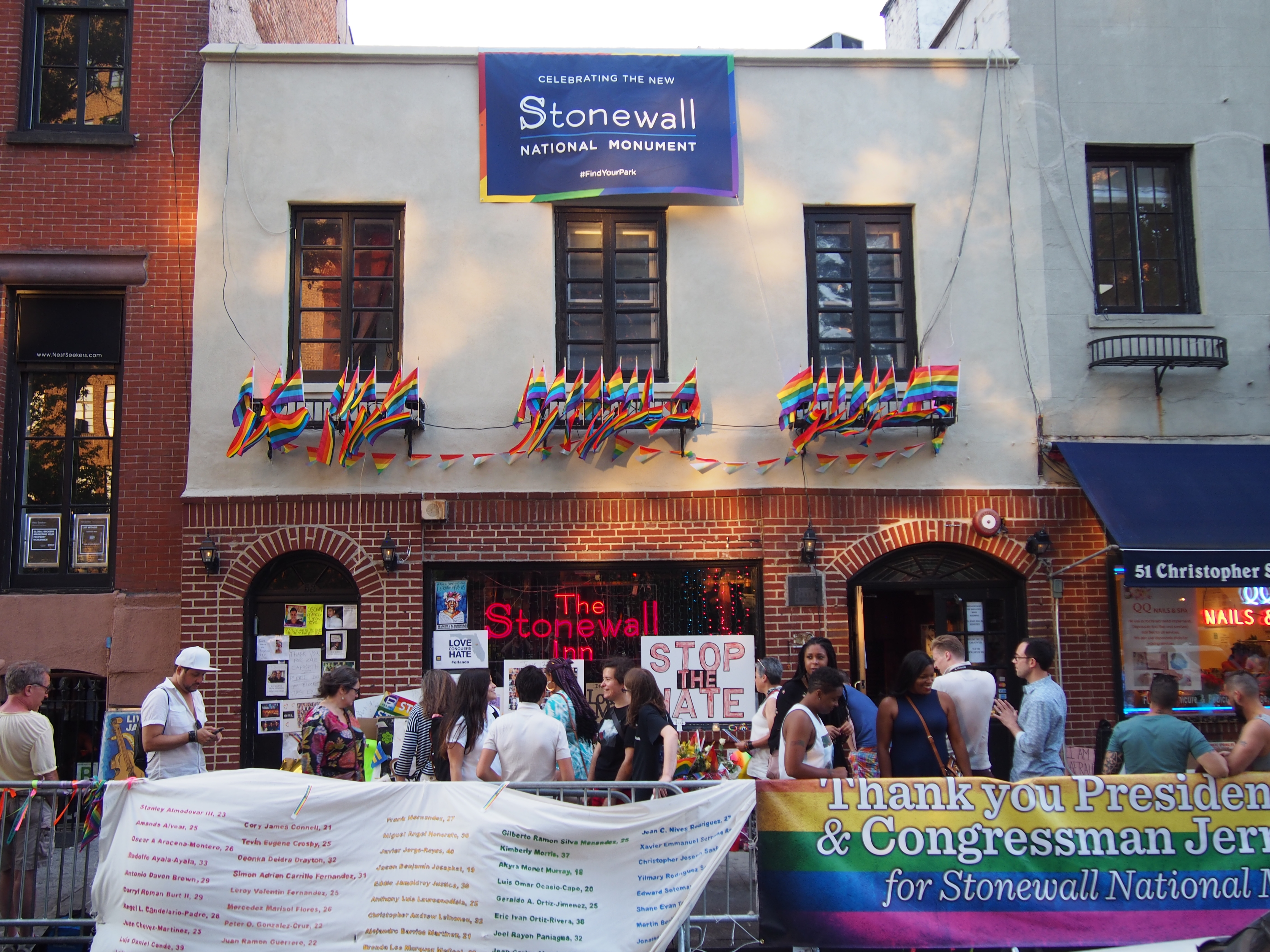
Бар Stonewall Inn в Гринвич-Вилладж, месте Стоунволлских протестов в 1969 году

Согласно Гилберту Хердту, «гомосексуальность» был основным термином, использовавшимся до конца 1950-х и начала 1960-х годов; после этого возникла новое определение «гей-культура». «Эта новая гей-культура все больше отмечает полный спектр социальной жизни: не только однополое сексуальное влечение, но и самих геев, геев-соседей и гей-социальные практики, характерные для нашего богатого постиндустриального общества».
В течение XIX и начала XX веков гей-культура была в основном подпольной или зашифрованной, полагалась на внутригрупповые символы и коды, вплетенные в якобы прямые образы. Влияние геев в ранней Америке чаще было заметно в высшем обществе, где было номинально безопаснее открыто выражать свою ориентацию. Ассоциация геев с оперой, балетом, одежде от кутюрье, изысканной кухней, музыкальным театром, Золотым веком Голливуда и дизайном интерьера началась с того, что богатые гомосексуалы использовали гетеросексуальные темы этих средств информирования, чтобы посылать свои собственные сигналы. В гетеро-центричном фильме с Мэрилин Монро «Джентльмены предпочитают блондинок» в музыкальном номере Джейн Рассел поет «Любой здесь ради любви» в спортзале, а мускулистые мужчины танцуют вокруг неё. Мужские костюмы были разработаны мужчиной, танец был поставлен мужчиной, и танцоры (как отмечает гей-сценарист Пол Рудник) «кажутся более заинтересованными друг в друге, чем в Рассел»; тем не менее, её присутствие позволяет сцене пройти через несколько цензоров и встраивает её в общую гетеро-центричную тему.
С 1960-х годов в США и других западных странах наблюдается общая сексуализация массовой культуры и формируется гражданское движение за права ЛГБТ. На этом фоне в крупных городах возникают целые районы с преобладанием гомосексуальной публики, с их магазинами, ночными клубами, барами, саунами и различными общественно-политическими организациями (центры ЛГБТ-движения, культурные инициативы, центры по профилактике ВИЧ/СПИД). При этом развитие ЛГБТ-движения вносит вклад в становление альтернативной гомосексуальной субкультуры, не ограничивающейся более одним лишь удовлетворением сексуальных потребностей.
После того, как восстание в Стоунволле в Нью-Йорке в 1969 году было освещено на основных новостных каналах, протесты гомосексуальных людей на улицах, культура геев среди рабочего класса, проблемы цветных людей, бездомных людей, радикальных политических активистов и хиппи стали видны и очевидны мейнстримной Америке. Такие группы, как Фронт освобождения геев, сформированный в Нью-Йорке, и Общество Маттачине, которое существует и занимается средствами массовой информации с 1950 года, стали более заметными, поскольку они обращались к толпе и представителям СМИ после восстаний в Гринвич-Виллидж. 28 июня 1970 года состоялся первый День освобождения Кристофер-стрит, положивший начало ежегодным гей-прайдам.
Знаменитости-женщины, такие как Лайза Миннелли, Джейн Фонда и Бетт Мидлер, стали проводить значительную часть своего времени с городскими геями (которые в это время восприниматься как утонченные и стильные в прогрессивной среде), и больше знаменитостей-мужчин (таких как Энди Уорхол) стали открыто заявлять о своей ориентации.
Такая открытость все ещё ограничивалась крупными и наиболее прогрессивными городами (такими как Нью-Йорк, Сан-Франциско, Лос-Анджелес, Бостон, Филадельфия, Сиэтл, Чикаго, Даллас, Хьюстон, Атланта, Майами, Вашингтон, округ Колумбия и Новый Орлеан). До тех пор, пока СПИД не заставил нескольких популярных знаменитостей совершить каминг-аут из-за своей болезни, которую сначала называли «рак геев».

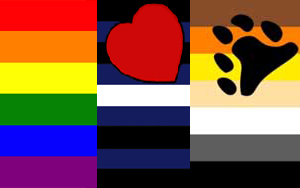
Объединенный флаг гей-субкультур

Элементы массовой культуры, которые более близко ассоциируют с гей-культурой, чем с другими группами, включают:
- Иконы поп-культуры, которые традиционно популярны среди гомосексуальных мужчин: Бритни Спирс, Мадонна, Мэрайя Кэри, Бейонсе, Джуди Гарланд, Шер, Леди Гага, Кеша, Кайли Миноуг и Дайана Росс
- Аспекты романтической, сексуальной и социальной жизни, распространенные среди геев (например, сленг «Поляри», попперс, кэмп-эстетика, гёл-фаг женщины и, в южноазиатской культуре ЛГБТ +, «вечерние люди»[14]

В мужской гей-культуре есть несколько субкультур, таких как «медведи» и «чабби». Есть также независимые субкультуры с исторически большим процентов геев, таких как сексуальная субкультура кожаной одежды и аксессуаров и субкультура садо-мазо. Гей-критик Майкл Мусто высказал мнение: «Я — резкий критик гей-сообщества, потому что я чувствую, что когда я впервые совершил каминг-аут, я думал, что войду в мир нонконформизма и индивидуальности. А оказался наоборот в мире клонов. Я также ненавидел телесный фашизм, который захватил геев на долгое время».

### Характеристика гомосексуальной субкультуры
Гомосексуальная субкультура часто рассматривается как субкультура группы лиц, открыто демонстрирующих свою гомосексуальность, часто в закрытой обстановке гей-гетто. Гомосексуальная субкультура основывается на самоидентификации её членов в качестве гея или лесбиянки, общности интересов (однополый секс, противостояние гомофобии), общих артефактах (публикации, украшения и символика) и ценностей (сексуальное самоопределение и социальный плюрализм). Таким образом, гомосексуальная субкультура значительно у́же, чем просто совокупность людей, имеющих однополые сексуальные контакты или людей, определяющих себя как гомосексуалы, так как не все из них принимают участие в субкультурной жизни. В то же время существуют люди, не причисляющие себя к гомосексуалам, но считающие себя бисексуалами или гетеросексуалами (особенно мужчины, занимающиеся проституцией), в той или иной степени вовлечённые в гомосексуальную субкультуру.
Вместе с тем обобщённое понятие «гомосексуальной субкультуры» весьма проблематично ввиду большой разнородности гей-сообщества, в особенности касательно их ценностей, интересов и отношения к обществу «большинства». По этой причине имеет смысл говорить о гей-субкультуре как о совокупности нескольких субсубкультур: «кожаной субкультуры», трансвеститов, колл-боев, завсегдатаев гей-баров, любителей опер и т. д. То, что принято обозначать ЛГБТ-культурой, может быть весьма различным, поэтому многие гомосексуалы не могут идентифицировать себя с какой-либо ЛГБТ-культурой.

### Взаимоотношения партнеров
Некоторые исследования в США показали, что большинство пар геев-мужчин находятся в моногамных отношениях. Репрезентативное исследование, проведенное в США в 2018 году, показало, что 32 % пар геев-мужчин имели открытые отношения. Исследование Коллина Хоффа, проведенное среди 566 пар геев из Сан-Франциско, финансируемое Национальным институтом психического здоровья, показало, что 45 процентов были в моногамных отношениях, однако не было приведено показательного примера. Гей-актер Нил Патрик Харрис заметил: «Я большой сторонник моногамных отношений независимо от сексуальности, и я горжусь тем, как нация движется к этому».
В 1980-х и 1990-х годах Шон Мартин нарисовал комикс («Док и Рейдер»), в котором была изображена пара геев, живущих в (или около) гей-деревни в Торонто. Его персонажи были недавно обновлены и перемещены в интернет. Несмотря на то, что комиксы в основном смешные, они иногда затрагивают такие острые социальные проблемы, как избиение геев, ВИЧ и насилие в семье.
Австралийское исследование, проведенное «Roffee&Waling» в 2016 году, обнаружило, что некоторые геи чувствовали, что от них ожидают гиперсексуальности. Участники сообщили, что другие мужчины-геи автоматически предполагают, что любое взаимодействие имеет сексуальные мотивы. Кроме того, если бы затем выяснилось, что это не так, то они чувствовали себя обделенными и проигнорированными другими геями, с которыми общались. Они чувствовали, что не могут получить чисто платоническую дружбу с другими гомосексуальными мужчинами. Один участник сообщил, что чувствует себя отчужденным и игнорируемым как личность, если другие геи не считают его сексуально привлекательным. Эта презумпция и отношение к гиперсексуальности наносит ущерб, поскольку навязывает предвзятые идеалы людям, которые затем подвергаются остракизму, если не соответствуют им.

### Онлайн-культура и сообщества
Есть много социальных сетей и сайтов для геев. Первоначально, они концентрировались на знакомстве, сексуальном контакте или титиляции; как правило, пользователям была предоставлена страница профиля, доступ к страницам других участников, обмен сообщениями между участниками и чат с мгновенными сообщениями. Существуют менее популярные и плотно связанные веб-сайты, концентрирующиеся на социальных сетях без акцента на сексуальные контакты. Некоторые запрещают любое явное сексуальное содержание; другие нет. Также был создан сайт онлайн-купонов на покупки, ориентированный на геев.
Недавние исследования показывают, что мужчины-геи в первую очередь решают и обсуждают семейные и религиозные проблемы в онлайн-общении с близкими им людьми (семьями по выбору, а не кровными родственниками), на контрасте с родственниками, которые часто настаивают на общении на семейные темы и улучшении отношений с существующими членами семьи. Описываемые участниками онлайн-сообществ преимущества в значительной степени противоречат недавним исследованиям, свидетельствующим о том, что онлайн-общение может привести к негативным последствиям для психического здоровья.

### Взаимоотношение гомосексуальности и субкультуры
Научные исследования, изучающие явление гомосексуальности, подчёркивают различие таких понятий, как гомосексуальное поведение, гомосексуальная идентичность и гомосексуальная социальная роль. Исследования показывают, что гомосексуальное поведение не подразумевает гомосексуальной идентичности, а проявления гомосексуальной ориентации могут значительно варьироваться, поэтому попытки определения некой унифицированной гомосексуальной модели поведения обречены на неудачу. Тем не менее гомосексуалы с большой вероятностью являются членами гомосексуальной субкультуры, и чем дольше человек является членом субкультуры, тем сильнее он усваивает её ценности.

## Лесбийская культура
Как и в случае с мужчинами-геями, лесбийская культура включает в себя элементы более широкой культуры ЛГБТ +, а также другие элементы, характерные для лесбийского сообщества. До-Стоунвольские организации выступали за права лесбиянок и предоставляли возможности для общения лесбиянкам, такие как «Дочери Билити», образованные в Сан-Франциско в 1955 году. Члены таких организаций проводили публичные демонстрации, говорили со СМИ и публиковали информационный бюллетень.
Первоначально связанные с лесбиянками в Северной Америке, Европе, Австралии и Новой Зеландии, в культуре лесбиянок часто принимали участие крупные, преимущественно лесбийские «женские» мероприятия, такие как музыкальный фестиваль Womyn в Мичигане (закрыт после 2015 года) и Club Skirts Dinah Shore Weekend. У лесбийской культуры есть свои иконы, такие как Мелисса Этеридж, (бутч), Эллен ДеДженерес (андрогинный) и Порша де Росси (фем). Лесбийская культура с конца XX века часто была переплетена с развитием феминизма. Лесбийский сепаратизм является примером лесбийской теории и практики, определяющей конкретно лесбийские интересы и идеи и продвигающей определённую лесбийскую культуру. Примеры этого включали женские земли и женскую музыку.
Спортивные команды, основанные на идентичности, также связаны с лесбийской культурой, особенно с ростом числа лесбийских команд и лиг по софтболу в 1980-х и 1990-х годах. Софтбол и другие спортивные дисциплины создали социальное сообщество и позволили лесбиянкам отказаться от социальных ожиданий физичности, но обычно считались отделенными от лесбийского феминизма и политической активности.
В 1950-х и начале 60-х годов стереотипы о лесбиянках подчеркивали двойственность «бутч» женщин, или дайков (которые демонстрируют маскулинность) и «фем», или лесбиянок с помадой (которые демонстрируют женственность). И считали стереотипную лесбийскую пару парой бутч-фем. В 1970-х годах андрогинность, политическое лесбиянство и лесбийский сепаратизм стали более распространенными, наряду с созданием женских общин.
В конце 1980-х и 90-х годов произошло возвращение популярности бутч-фем разделения, а также стало заметно влияние панк, гранж, grrrl-riot, эмо и хипстерской субкультуры. В 00-х и 10-х годах развитие осведомлённости о небинарной гендерной идентичности принесло некоторую степень возврата к андрогинным стилям, хотя порой с другими намерениями и интерпретациями, чем в 1970-х годах.

## Бисексуальная культура

Флаг гордости бисексуалов

Бисексуальная культура подчеркивает противодействие и выступает против фиксированного моносексизма в отношении половой и гендерной идентичности (дискриминации в отношении бисексуальных, секс-флюид, пансексуальных и квир-идентифицированных людей), отрицания бисексуальности и бифобии (ненависть или недоверие к немоносексуальным людям). Бифобия распространена (хотя и снижается) и среди геев, и среди лесбиянок, и среди гетеросексуалов.
Многие бисексуалы, люди с изменчивой сексуальной ориентацией и пансексуалы считают себя частью сообщества ЛГБТ+ или квир-сообщества, несмотря на любую дискриминацию, с которой они могут столкнуться. Западные бисексуальные, пансексуальные коммьюнити и сообщества людей с изменчивой сексуальной ориентацией также имеют свои собственные культовые явления, такие как книги, сериалы («Торчвуд») и известные личности (Том Робинсон, Фергии из Black Eyed Peas, Алан Камминг, Леди Гага).
Флаг гордости бисексуалов был разработан Майклом Пейджем в 1998 году, чтобы дать сообществу собственный символ, сравнимый с флагом гордости основного сообщества ЛГБТ+. Розовая полоса в верхней части флага представляет влечение к представителям того же пола; королевская синяя полоса внизу флага символизирует влечение разных полов. Полосы пересекаются в центральной пятой части флага, образуя глубокий оттенок лаванды (или пурпурного цвета), представляющий влечение к людям из любой части гендерного спектра. Празднование «Дня бисексуальности» проходит 23 сентября, он отмечается членами бисексуального сообщества и их союзниками с 1999 года.

## Трансгендерная культура

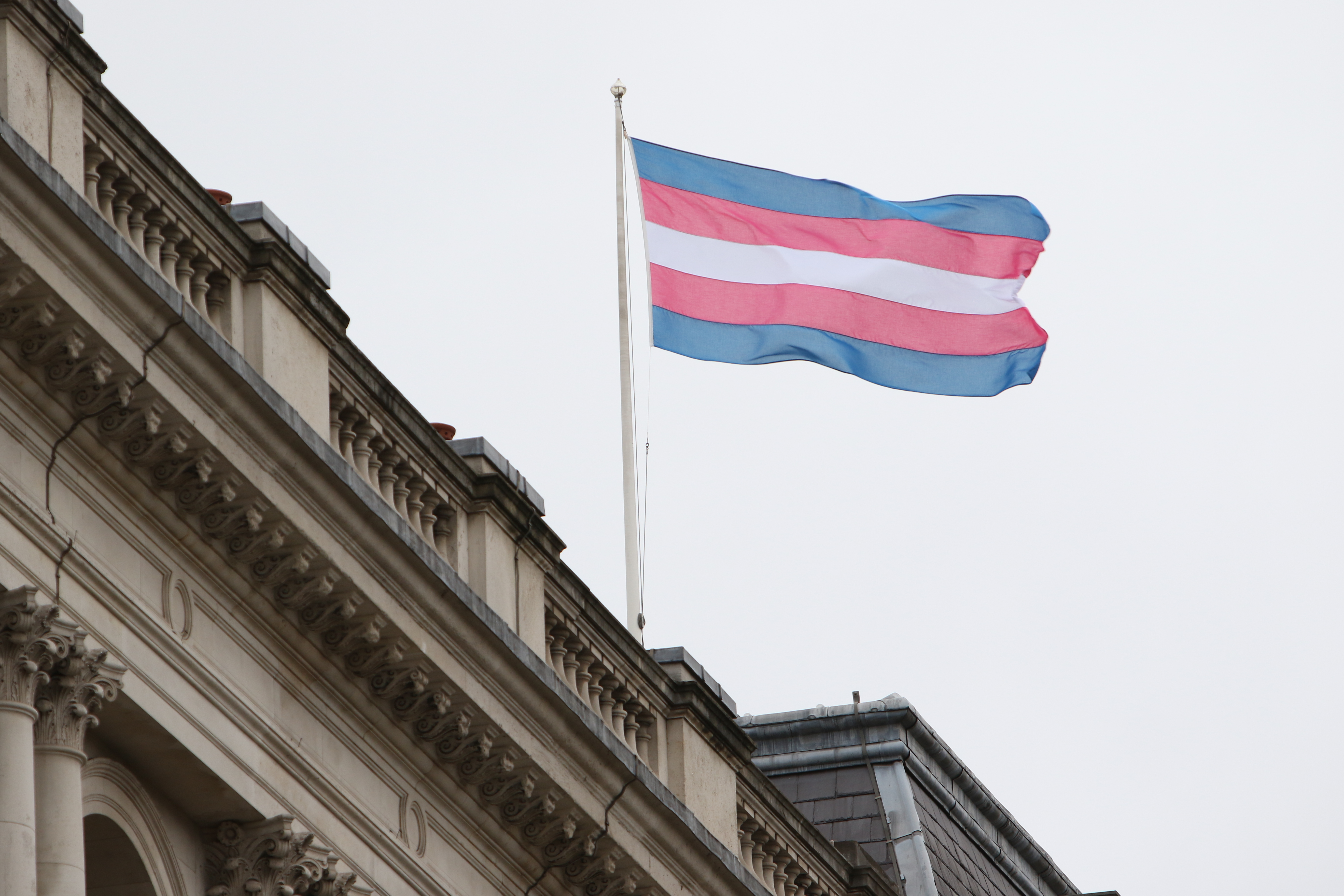
Флаг гордости трансгендерных людей

Изучение трансгендерной культуры осложняется множеством способов, которыми культуры взаимодействуют с сексуальной идентичностью, сексуальной ориентацией и гендер. Например, во многих культурах люди, которых привлекают люди одного c ними пола, то есть те, которые в современном западном обществе определяют себя как геи, лесбиянки или бисексуалы, классифицируются как «третий гендер», также как и люди, которые на Западе назывались бы трансгендерными людьми.
Розовый на флаге транс-гордости представляет женщину, в то время как голубой — мужчину. Белая полоса между голубым и розовым изображает людей с других частей гендерного спектра.
В современной западной культуре существуют разные группы трансгендерных людей, такие как: трансгендерные люди, которые хотят сделать хирургическую коррекцию пола, транс-мужчины, гетеросексуальные кросс-дрессеры. В последние годы появились сообщества, охватывающие всех трансгендерных персон: транс-мужчин, транс-женщин, а также небинарных.
Однако некоторые трансгендерные женщины и мужчины не определяют себя, как часть определённой «транс-культуры». Существуют трансгендерные люди, которые рассказывают о своем прошлом другим и те, кто хочет жить в соответствии со своей гендерной идентичностью и не раскрывать свое прошлое (полагая, что они должны быть в состоянии нормально жить в своей истинной гендерной роли, и вправе решать, кому они рассказывать о своем прошлом).
Согласно исследованию, проведенному Институтом Уильямса в Калифорнийском университете в Лос-Анджелесе «Сколько взрослых идентифицируют себя как трансгендерных людей в Соединенных Штатах?», исследователи обнаружили, что молодые люди с большей вероятностью идентифицируют себя трансгендерные люди, чем пожилые люди. Это может быть результатом более широкого признания трансгендерных людей в современном обществе, что позволяет тем, кто идентифицирует себя как трансгендерный человек, иметь голос. В своем исследовании они обнаружили, что примерно 0,7 % взрослых в возрасте от 18 до 24 лет определяют себя как трансгендерных персон, в то время как лишь 0,6 % взрослых в возрасте от 25 до 64 лет и 0,5 % взрослых в возрасте 65 лет и старше определяют себя так.

## Критика
Критика культуры ЛГБТ+ исходит из разных источников. Некоторые, такие как Майкл Мусто, считают, что культура соответствует карикатурам или стереотипам, которые отталкивают «крайних» членов сообщества. Матильда Бернстайн Сикамор и такие движения, как «Gay Shame», утверждают, что культура ЛГБТ была деполитизирована крошечным меньшинством относительно привилегированных квир персон, которые стали частью «институтов угнетения» за счет подавляющего большинства других представителей ЛГБТ. Некоторые считают, что само понятие «сепаратизм», или образ жизни определенной группы людей, отчуждает (в том числе усиливает стигматизацию членов ЛГБТ+ в более широком обществе).
Другая проблема заключается в том, что бисексуальные и трансгендерные люди испытывают социальное давление. Общественное ожидание от них самоопределения, как геев или лесбиянок. Они могут столкнуться с остракизмом и дискриминацией со стороны мейнстримной культуры ЛГБТ+. Для бисексуалов это давление известно как «бисексуальное стирание». Профессор юридического факультета Нью-Йоркского университета Кенджи Йошино написал: «Геи лишают легитимности бисексуалов … сообщество лесбиянок и геев изобилует негативными изображениями бисексуалов как конформистов, предателей, трусов и людей, чья основная цель в жизни сохранить „гетеросексуальные привилегии“».